# Fritz Leutwiler

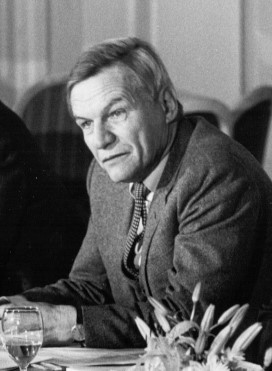
Fritz Leutwiler (1986)

Fritz Leutwiler (* 30. Juli 1924 in Baden; † 27. Mai 1997 in Zumikon) war ein Schweizer Volkswirtschafter.
Fritz Leutwiler war der Sohn des Kaufmanns Friedrich Leutwiler und dessen Ehefrau Fanny Marie Leutwiler, geborene Burgherr. Er studierte Volkswirtschaftslehre an der Universität Zürich, wo er 1948 promoviert wurde. Nach einem Praktikum bei der Niederlassung des Schweizerischen Bankvereins (SBV) in London trat er 1952 in die Schweizerische Nationalbank (SNB) ein, wo er 1959 Direktor wurde und 1974 bis 1984 deren Präsident war. Von 1982 bis 1984 war er ausserdem Präsident der Bank für Internationalen Zahlungsausgleich (BIZ).
Von 1985 bis 1992 war er Verwaltungsratspräsident von Brown, Boveri & Cie. (BBC), als die Fusion zu Asea Brown Boveri (ABB) eingeleitet wurde. Zudem hatte er Verwaltungsratsmandate bei Ciba-Geigy, Nestlé und Precious Woods und war Präsident der Schweizerischen Schillerstiftung. 
Fritz Leutwiler war verheiratet mit Andrée Marguerite Leutwiler geb. Cottier.